# Tocro à dos noir
Odontophorus melanonotus
Espèce
Statut de conservation UICN

 LC  : Préoccupation mineure
Le Tocro à dos noir (Odontophorus melanonotus) est une espèce d'oiseaux de la famille des Odontophoridae.
Il se trouve en Colombie et en Équateur. Son habitat naturel est la forêt tropicale ou subtropicale humide de montagne. Il est menacé par la destruction de son habitat.